# Адукмахи
Адукмахи (дарг. Адукмахьи) — село в Левашинском районе Дагестана. Входит в состав сельского поселения Сельсовет Мекегинский.

## География
Расположено в 8 км к юго-востоку от районного центра села Леваши, на восточном склоне хребта Туранчай.

## Население
| 1926 | 1939 | 1970 | 1989 | 2002 | 2010 | 2021 |
| ---- | ---- | ---- | ---- | ---- | ---- | ---- |
| 21   | ↗42  | ↘16  | ↘4   | ↗26  | ↘0   | ↗1   |